# Cola letestui
Cola letestui é uma espécie de angiospérmica da família Sterculiaceae.
Apenas pode ser encontrada no Gabão.